# Ammotrechella geniculata
Ammotrechella geniculata är en spindeldjursart som först beskrevs av Carl Ludwig Koch 1842.  Ammotrechella geniculata ingår i släktet Ammotrechella och familjen Ammotrechidae. Inga underarter finns listade i Catalogue of Life.